# Valley Brook (Oklahoma)

Lokalizacja w hrabstwie Oklahoma i stanie Oklahoma

Valley Brook – miasto w Stanach Zjednoczonych, w stanie Oklahoma, w hrabstwie Oklahoma.